# Seznam logických integrovaných obvodů řady 7400
Tento článek je seznam logických integrovaných obvodů řady 7400. Jedná se o standardizované obvody, které realizují logické operace, především v kombinačních a sekvenčních obvodech. Poprvé je začala vyrábět firma Texas Instruments v 70. letech 20. století, v současnosti řada 7400 patří mezi standardy a je využívána, jak v sériové výrobě, tak mezi elektronickými nadšenci a kutily i radioamatéry.

## 7400–7499
- 7400: 4× 2vstupové hradlo NAND d
- 7401: 4× 2vstupové hradlo NAND s výstupem s otevřeným kolektorem d
- 7402: 4× 2vstupové hradlo NOR d
- 7403: 4× 2vstupové hradlo NAND s výstupem s otevřeným kolektorem (jiné zapojení vývodů než 7401) d
- 7404: 6× invertor d
- 7405: 6× invertor s výstupem s otevřeným kolektorem d
- 7406: 6× invertující, budič s 30V výstupem s otevřeným kolektorem d
- 7407: 6× budič s 30V výstupy s otevřeným kolektorem d
- 7408: 4× 2vstupové hradlo AND d
- 7409: 4× 2vstupové hradlo AND s výstupem s otevřeným kolektorem d
- 7410: 3× 3vstupové hradlo NAND d
- 7411: 3× 3vstupové hradlo AND d
- 7412: 3× 3vstupové hradlo NAND s výstupem s otevřeným kolektorem d
- 7413: 2× 4vstupové hradlo NAND se Schmittovým klopným obvodem d
- 7414: 6× invertor se Schmittovým klopným obvodem d
- 7415: 3× 3vstupové hradlo AND s výstupem s otevřeným kolektorem d
- 7416: 6× invertující, budič s 15V výstupem s otevřeným kolektorem d
- 7417: 6× budič s 15V výstupem s otevřeným kolektorem d
- 7419: 6× invertor se Schmittovým klopným obvodem
- 7420: 2× 4vstupové hradlo NAND d
- 7421: 2× 4vstupové hradlo AND d
- 7422: 2× 4vstupové hradlo NAND s výstupem s otevřeným kolektorem d
- 7423: 2× 4vstupové hradlo NOR s výběrem, rozšířitelné d
- 7424: 4× 2vstupové hradlo NAND se Schmittovým klopným obvodem
- 7425: 2× 4vstupové hradlo NOR s výběrem d
- 7426: 4× 2vstupové hradlo NAND s 15V výstupem s otevřeným kolektorem d
- 7427: 3× 3vstupové hradlo NOR d
- 7428: 4× 2vstupový hradlo NOR, budič d
- 7430: 8vstupové hradlo NAND d
- 7431: 6× oneskorovací obvod d
- 7432: 4× 2vstupové hradlo OR d
- 7433: 4× 2vstupové hradlo NOR, budič s výstupem s otevřeným kolektorem d
- 7436: 4× 2vstupové hradlo NOR (jiné zapojení vývodů než 7402)
- 7437: 4× 2vstupové hradlo NAND, budič d
- 7438: 4× 2vstupové hradlo NAND, budič s výstupem s otevřeným kolektorem d
- 7439: 4× 2vstupové hradlo NAND, budič
- 7440: 2× 4vstupové hradlo NAND, budič d
- 7441: dekodér z BCD na "1 z 10", budič digitronu
- 7442: dekodér z BCD na "1 z 10" d
- 7443: dekodér z Excess-3 kódu na "1 z 10"
- 7444: dekodér z Grayova kódu na "1 z 10"
- 7445: dekodér z BCD na "1 z 10", budič d
- 7446: dekodér z BCD na 7segmentový kód, budič s 30V výstupem s otevřeným kolektorem d
- 7447: dekodér z BCD na 7segmentový kód, budič s 15V výstupem s otevřeným kolektorem d
- 7448: dekodér z BCD na 7segmentový kód, budič s internými pull-up rezistory d
- 7449: dekodér z BCD na 7segmentový kód, budič s výstupem s otevřeným kolektorem d
- 7450: 2× 2×2vstupové hradlo AND-OR-INVERT (jedno hradlo rozšířitelné) d
- 7451: 2× 2×2vstupové hradlo AND-OR-INVERT d
- 7452: 1× 4×2vstupové hradlo AND-OR, rozšířitelné
- 7453: 1× 4×2vstupové hradlo AND-OR-INVERT, rozšířitelné
- 7454: 1× 4×2vstupové hradlo AND-OR-INVERT d
- 7455: 1× 2×4vstupové hradlo AND-OR-INVERT (74H verze je rozšířitelná) d
- 7456: delička 50:1 d
- 7457: delička 60:1 d
- 7458: 2× 2×3vstupové hradlo AND OR
- 7460: 2× 4-vstupový expandér pro 7450, 7453
- 7461: 3× 3-vstupový expandér
- 7462: 3-2-2-3vstupový expandér
- 7463: 6× snímač proudu
- 7464: 4-2-3-2vstupové hradlo AND-OR-INVERT
- 7465: 4-2-3-2vstupové hradlo AND-OR-INVERT s výstupem s otevřeným kolektorem
- 7468: 2× 4bitový BCD čítač d
- 7469: 2× 4bitový dvojkový čítač d
- 7470: JK klopný obvod, vstup s hradlem AND, spouštění vzestupnou hranou, s nulováním a nastavením d
- 74H71: master-slave JK klopný obvod, vstup s hradlem AND-OR, s nastavením
- 74L71: master-slave RS klopný obvod, vstup s hradlem AND, s nulováním a nastavením
- 7472: master-slave JK klopný obvod, vstup s hradlem AND, s nulováním a nastavením d
- 7473: 2× JK klopný obvod s nulováním d
- 7474: 2× klopný obvod D spouštěný vzestupnou hranou, s nulováním a nastavením d
- 7475: 4bitový registr d
- 7476: 2× JK klopný obvod s nulováním a nastavením d
- 7477: 4bit registr d
- 7478: 2× JK klopný obvod s nastavením, společným nulováním a hodinami d
- 7479: 2× klopný obvod D
- 7480: hradlová sčítačka
- 7481: 16bitová paměť RAM
- 7482: 2bitová dvojková sčítačka
- 7483: 4bitová dvojková sčítačka d
- 7484: 16bitová paměť RAM
- 7485: 4bitový číslicový komparátor d
- 7486: 4× 2vstupové hradlo XOR d
- 7487: 4× programovateľné hradlo
- 7488: 256bitová paměť ROM
- 7489: 64bitová paměť RAM
- 7490: BCD čítač (zvláštní delič dvěma a pěti) d
- 7491: 8bitový posuvný registr (SIse), hradlový vstup d
- 7492: čítač do 12 (separátní delič dvěma a šesti) d
- 7493: 4bitový dvojkový čítač (separátní delič dvěma a osmi) d
- 7494: 4bitový posuvný registr
- 7495: 4bitový posuvný registr, paralelní vstup/paralelní výstup (PIPO), sériový vstup, obousměrný d
- 7496: 5bitový posuvný registr, paralelní vstup/paralelní výstup (PIPO), asynchronní nastavení d
- 7497: synchronní delič kmitočtu s nastavitelným dělicím poměrem (6bit) d
- 7498: 4bitový registr
- 7499: 4bitový obousměrný posuvný registr

## 74100–74199
- 74100: 2× 4bitový registr
- 74101: klopný obvod JK, spouštěný sestupnou hranou, vstupní hradlo AND-OR, s nastavením
- 74102: klopný obvod JK, spouštěný sestupnou hranou, vstupní hradlo AND, s nulováním a nastavením
- 74103: 2× klopný obvod JK, spouštěný sestupnou hranou, s nulováním
- 74104: klopný obvod JK, master-slave
- 74105: klopný obvod JK, master-slave
- 74106: 2× klopný obvod JK s nulováním a nastavením, spouštěný sestupnou hranou
- 74107: 2× klopný obvod JK s nulováním d
- 74107A: 2× klopný obvod JK s nulováním, spouštěný sestupnou hranou
- 74108: 2× klopný obvod JK s nastavením, společné nulování a hodiny, spouštěný sestupnou hranou
- 74109: 2× klopný obvod J-not-K s nulováním a nastavením, spouštěný vzestupnou hranou d
- 74110: klopný obvod JK, master-slave s blokováním, vstupní hradlo AND
- 74111: 2× klopný obvod JK, master-slave s blokováním
- 74112: 2× klopný obvod JK s nulováním a nastavením, spouštěný sestupnou hranou d
- 74113: 2× klopný obvod JK s nastavením, spouštěný sestupnou hranou d
- 74114: 2× klopný obvod JK s nastavením, společné nulování a hodiny, spouštěný sestupnou hranou d
- 74116: 2× 4bitový registr s nulováním
- 74118: 6× RS registr
- 74119: 6× RS registr
- 74120: 2× pulzní synchronizátor, budič
- 74121: monostabilní klopný obvod d
- 74122: monostabilní klopný obvod s nulováním d
- 74123: 2× monostabilní klopný obvod s nulováním d
- 74124: 2× napětím řízený oscilátor (VCO)
- 74125: 4× budič sběrnice s 3stavovými výstupy, negativní aktivace d
- 74126: 4× budič sběrnice s 3stavovými výstupy, pozitivní aktivace d
- 74128: 4× 2vstupové hradlo NOR, budič d
- 74130: 2× monostabilní klopný obvod s nulováním d
- 74131: dekodér na "1 z 8" se střadačem
- ITT 74131 (DIL 14): 4× 2vstupové hradlo AND, budič[1]
- 74132: 4× 2vstupové hradlo NAND, Schmittův klopný obvod d
- 74133: 13vstupové hradlo NAND d
- 74134: 12vstupové hradlo NAND s 3stavovým výstupem
- 74135: 4× XOR/NOR
- 74136: 4× 2vstupové hradlo XOR s výstupem s otevřeným kolektorem d
- 74137: dekodér na "1 z 8", demultiplexor, adresový registr d
- 74138: dekodér na "1 z 8", demultiplexor d
- ITT 74138 (DIL 14): 4× 2vstupové hradlo OR, budič[1]
- 74139: 2× dekodér na "1 ze 4", demultiplexor d
- 74140: 2× 4vstupové hradlo NAND, budič linky
- 74141: dekodér z BCD na "1 z 10", budič digitronu
- 74142: BCD čítač, registr, dekodér, budič digitronu
- 74143: BCD čítač, registr, dekodér, budič 7segmentového displeje, 15mA konstantní proud
- 74144: BCD čítač, registr, dekodér, budič 7segmentového displeje, 15V výstup s otevřeným kolektorem
- 74145: dekodér z BCD na "1 z 10", budič
- 74147: prioritní kodér z "1 z 10" do (8-4-2-1) BCD d
- 74148: prioritní kodér z "1 z 8" do (4-2-1) dvojkového kódu d
- 74149 (pouze CMOS): prioritní kodér z "1-8 z 8" na "1 z 8" [2]
- 74150: 16kanálový selektor, multiplexor d
- 74151: 8kanálový selektor, multiplexor d
- 74152: 8kanálový selektor, multiplexor
- 74153: 2× 4kanálový selektor, multiplexor d
- 74154: dekodér na "1 z 16", demultiplexor d
- 74155: 2× dekodér na "1 ze 4", demultiplexor d
- 74156: 2× dekodér na "1 ze 4", demultiplexor s výstupem s otevřeným kolektorem d
- 74157: 4× 2kanálový selektor, multiplexor, neinvertující d
- 74158: 4× 2kanálový selektor, multiplexor, invertující d
- 74159: dekodér na "1 z 16", demultiplexor s výstupem s otevřeným kolektorem d
- 74160: synchronní 4bit BCD čítač s asynchronním nulováním d
- 74161: synchronní 4bit dvojkový čítač s asynchronním nulováním d
- 74162: synchronní 4bit BCD čítač se synchronním nulováním d
- 74163: synchronní 4bit dvojkový čítač se synchronním nulováním d
- 74164: 8bit SIPO[3] posuvný registr s asynchronním nulováním d
- 74165: 8bit PIse posuvný registr, komplementární výstupy d
- 74166: 8bit PIse posuvný registr d
- 74167: programovatelný BCD delič kmitočtu
- 74168: synchronní 4bitový obousměrný BCD čítač d
- 74169: synchronní 4bitový obousměrný dvojkový čítač d
- 74170: 16bitový registr – paměť RAM 4×4, výstupy s otevřeným kolektorem d
- 74172: 16bitový registr – paměť RAM 8×2, 3stavové výstupy
- 74173: 4× klopný obvod D s 3stavovými výstupy d
- 74174: 6× klopný obvod D se společným nulováním d
- 74175: 4× klopný obvod D, spouštěný vzestupnou hranou, s komplementárními výstupy a asynchronním nulováním d
- 74176: přednastavitelný BCD čítač, registr d
- 74177: přednastavitelný dvojkový čítač, registr d
- 74178: 4bitový paralelní posuvný registr
- 74179: 4bitový paralelní posuvný registr s asynchronním nulováním a komplementárními výstupy
- 74180: 9bitový generátor parity d
- 74181: 4bitový aritmeticko-logická jednotka (ALU) d
- 74182: obvod pro předvídání přenosu
- 74183: 2× 1bitová úplná sčítačka
- 74184: převodník z BCD na dvojkový kód
- 74185: převodník z dvojkového kódu na BCD
- 74186: 512bitová (64×8) paměť ROM s výstupem s otevřeným kolektorem
- 74187: 1024bitová (256×4) paměť ROM s výstupem s otevřeným kolektorem
- 74188: 256bitová (32×8) paměť PROM s výstupem s otevřeným kolektorem
- 74189: 64bitová (16×4) paměť RAM s invertujúcimi 3stavovými výstupy
- 74190: synchronní obousměrný BCD čítač d
- 74191: synchronní obousměrný dvojkový čítač d
- 74192: synchronní obousměrný BCD čítač s nulováním d
- 74193: synchronní obousměrný dvojkový čítač s nulováním d
- 74194: 4bitový obousměrný posuvný registr d
- 74195: 4bitový paralelní posuvný registr d
- 74196: přednastavitelný BCD čítač, registr d
- 74197: přednastavitelný dvojkový čítač, registr d
- 74198: 8bitový obousměrný posuvný registr d
- 74199: 8bitový obousměrný posuvný registr s J-not-K sériovými vstupy d

## 74200–74299
- 74200: 256bitová paměť RAM s 3stavovými výstupy
- 74201: 256bitová (256×1) paměť RAM s 3stavovými výstupy
- 74206: 256bitová paměť RAM s výstupem s otevřeným kolektorem
- 74209: 1024bitová (1024×1) paměť RAM s 3stavovým výstupem
- 74210: 8bitový budič
- 74219: 64bitová (16×4) paměť RAM s neinvertujícími 3stavovými výstupy
- 74221: 2× monostabilní klopný obvod se vstupem se Schmittovým klopným obvodem d
- 74222: 16×4 synchronní FIFO paměť s 3stavovými výstupy
- 74224: 16×4 synchronní FIFO paměť s 3stavovými výstupy
- 74225: 16×5 synchrónna FIFO paměť d
- 74226: 4bitový budič sběrnice s 3stavovými výstupy
- 74230: 8bitový linkový budič s 3stavovými výstupy
- 74232: 4× hradlo NOR se Schmittovým klopným obvodem
- 74237: "1 z 8" dekodér/demultiplexor s adresovým registrem
- 74238: "1 z 8" dekodér/demultiplexor
- 74239: 2× "2 ze 4" dekodér/demultiplexor
- 74240: 8bitový budič s invertujícími 3stavovými výstupy d
- 74241: 8bitový budič s neinvertujícími 3stavovými výstupy d
- 74242: 4× obousměrný budič sběrnice s invertujícími 3stavovými výstupy d
- 74243: 4× obousměrný budič sběrnice s neinvertujícími 3stavovými výstupy d
- 74244: 8bitový budič s neinvertujícími 3stavovými výstupy d
- 74245: 8bitový obousměrný budič sběrnice s neinvertujícími 3stavovými výstupy d
- 74246: dekodér z BCD na 7segmentový kód, budič s 30V výstupy s otevřeným kolektorem
- 74247: dekodér z BCD na 7segmentový kód, budič s 15V výstupem s otevřeným kolektorem d
- 74248: dekodér z BCD na 7segmentový kód, budič, interné pull-up rezistory d
- 74249: dekodér z BCD na 7segmentový kód, budič s výstupem s otevřeným kolektorem d
- 74251: 8kanálový selektor/multiplexor s 3stavovými výstupy d
- 74253: 2× 4kanálový selektor/multiplexor s 3stavovými výstupy
- 74255: 2× 4bitový adresovatelný registr
- 74256: 2× 4bitový adresovatelný registr
- 74257: 4× 2kanálový selektor/multiplexor s neinvertujícími 3stavovými výstupy d
- 74258: 4× 2kanálový selektor/multiplexor s invertujícími 3stavovými výstupy d
- 74259: 8bitový adresovatelný registr d
- 74260: 2× 5vstupové hradlo NOR d
- 74261: 2bit x 4bitová paralelní dvojková násobička
- 74265: 4× komplementární výstup
- 74266: 4× 2vstupové hradlo XNOR s výstupem s otevřeným kolektorem d
- 74270: 2048bitová (512×4) paměť ROM s výstupem s otevřeným kolektorem
- 74271: 2048bitová (256×8) paměť ROM s výstupem s otevřeným kolektorem
- 74273: 8bitový registr s nulováním d
- 74274: 4bitová × 4bitová dvojková násobička
- 74275: 7bitový obvod "Wallace tree"
- 74276: 4× klopný obvod J-not-K, spouštěný hranou, oddělené hodiny, společné nastavení a nulování
- 74278: 4bitový prioritní registr
- 74279: 4× RS klopný obvod d
- 74280: 9bitový generátor parity d
- 74281: 4bitový střádač
- 74283: 4bitová úplná sčítačka d
- 74284: 4bitová × 4bitová násobička (spodní 4 bity součinu)
- 74285: 4bitová × 4bitová násobička (horní 4bity součinu)
- 74287: 1024bitová (256×4) paměť PROM s 3stavovými výstupy
- 74288: 256bitová (32×8) paměť PROM s 3stavovými výstupy
- 74289: 64bitová (16×4) paměť RAM s výstupem s otevřeným kolektorem
- 74290: asynchronní BCD čítač (separátní delič dvěma a pěti) d
- 74291: 4bitový posuvný registr, synchronní obousměrný čítač
- 74292: programovatelný 32bitový dvojkový čítač/delič
- 74293: 4bitový dvojkový čítač (separátní delič dvěma a pěti) d
- 74294: programovatelný 16bitový dvojkový čítač/delič
- 74295: 4bitový obousměrný registr s 3stavovými výstupy
- 74297: digitální PLL filtr
- 74298: 4× 2vstupový multiplexor s registrem d
- 74299: 8bitový obousměrný posuvný registr s 3stavovými výstupy d

## 74300–74399
- 74301: 256bitová (256×1) paměť RAM s výstupem s otevřeným kolektorem
- 74309: 1024bitová (1024×1) paměť RAM s výstupem s otevřeným kolektorem
- 74310: 8bitový budič se Schmittovým klopným obvodem
- 74314: 1024bitová paměť RAM
- 74320: krystalem řízený oscilátor s komplementárním výstupem
- 74321: krystalem řízený oscilátor s děličkou
- 74322: 8bitový posuvný registr, 3stavové výstupy
- 74323: 8bitový obousměrný posuvný registr s 3stavovými výstupy d
- 74324: napětím řízený oscilátor (VCO), krystalem řízený oscilátor
- 74340: 8bitový budič, vstupy se Schmittovým klopným obvodem, 3stavové invertované výstupy
- 74341: 8bitový budič, vstupy se Schmittovým klopným obvodem, 3stavové neinvertované výstupy
- 74344: 8bitový budič, vstupy se Schmittovým klopným obvodem, 3stavové neinvertované výstupy
- 74348: prioritní kodér z "1 z 8" do (4-2-1) dvojkového kódu a 3stavovými výstupy
- 74350: 4bitová zpožďovací jednotka s 3stavovými výstupy
- 74351: 2× 8kanálový selektor/multiplexor s 3stavovými výstupy
- 74352: 2× 4kanálový selektor/multiplexor s invertujícími výstupy
- 74353: 2× 4kanálový selektor/multiplexor s invertujícími 3stavovými výstupy d
- 74354: 8kanálový selektor/multiplexor s transparentným registrem, 3stavové výstupy
- 74356: 8kanálový selektor/multiplexor s hranou vybavovaným registrem, 3stavové výstupy
- 74362: 4fázový generátor taktu pro TMS9900, budič (ekvivalent: TIM9904)
- 74365: 6× budič sběrnice s neinvertujícími 3stavovými výstupy
- 74366: 6× budič sběrnice s invertujícími 3stavovými výstupy
- 74367: 6× budič linky s neinvertujícími 3stavovými výstupy
- 74368: 6× budič linky s invertujícími 3stavovými výstupy
- 74370: 2048bitová (512×4) paměť ROM s 3stavovými výstupy
- 74371: 2048bitová (256×8) paměť ROM s 3stavovými výstupy
- 74373: 8bitový transparentní registr s 3stavovými výstupy
- 74374: 8bitový registr s 3stavovými výstupy
- 74375: 2× 2bitový registr s komplementárními výstupy
- 74376: 4× klopný obvod J-not-K se společnými hodinami a nulováním
- 74377: 8bitový D registr
- 74378: 6bitový D registr
- 74379: 4bitový D registr s komplementárními výstupy
- 74380: 8bitový univerzální registr
- 74381: 4bitová aritmeticko-logická jednotka (ALU) s výstupy "Generate" a "Propagate"
- 74382: 4bitová aritmeticko-logická jednotka (ALU) s výstupy "Ripple Carry" a "Overflow"
- 74385: 4× 4bitová sčítačka/odčítačka
- 74386: 4× 2vstupové hradlo XOR
- 74387: 1024bitová (256×4) paměť PROM s výstupem s otevřeným kolektorem
- 74388: 4bitový registr se standardními a 3stavovými výstupy (74LS388 je ekvivalent Am25LS2518, funkční ekvivalent Am2918, Am25S18)
- 74390: 2× 4bitový BCD čítač
- 74393: 2× 4bitový dvojkový čítač
- 74395: 4bitový posuvný registr s 3stavovými výstupy
- 74398: 4× 2vstupový multiplexor s komplementárními výstupy
- 74399: 4× 2vstupový multiplexor

## 74400–74499
- 74408: 8bitový paritní strom
- 74412: 8bitový neinvertující multifunkční registr s 3stavovými výstupy a nulováním (74S412 je ekvivalent Intel 8212, TI TIM8212)
- 74416: 4× neinvertující linkový budič s 3stavovými výstupy (+ na jedné straně budiče jsou směry ven/dovnitř vyvedeny samostatně, např. UCY74S416N)
- 74423: 2× monostabilní klopný obvod
- 74424: 2fázový generátor taktu, budič (74LS424 je ekvivalent Intel 8224, TI TIM8224)
- 74425: 4× linkový budič s 3stavovými výstupy
- 74426: 4× invertující linkový budič s 3stavovými výstupy (+ na jedné straně budiče jsou směry ven/dovnitř vyvedeny samostatně)
- 74428: řídicí obvod pro 8080A (74S428 je ekvivalent Intel 8228, TI TIM8228)
- 74438: řídicí obvod pro 8080A (74S438 je ekvivalent Intel 8238, TI TIM8238)
- 74440: 4× přepínač sběrnice s neinvertujícími 3stavovými výstupy
- 74441: 4× přepínač sběrnice s invertujícími 3stavovými výstupy
- 74442: 4× přepínač sběrnice s neinvertujícími 3stavovými výstupy
- 74443: 4× přepínač sběrnice s invertujícími 3stavovými výstupy
- 74444: 4× přepínač sběrnice s invertujícími a neinvertujícími 3stavovými výstupy
- 74448: 4× přepínač sběrnice s invertujícími a neinvertujícími výstupy s otevřeným kolektorem
- 74450: 16kanálový selektor/multiplexor s komplementárními výstupy
- 74451: 2× 8kanálový selektor/multiplexor
- 74452: 2× BCD čítač, synchronní
- 74453: 2× dvojkový čítač, synchronní
- 74453: 4× 4kanálový selektor/multiplexor
- 74454: 2× BCD obousměrný čítač, synchronní, s nastavením
- 74455: 2× dvojkový obousměrný čítač, synchronní, s nastavením
- 74456: NBCD (Natural binary Coded Decimal) sčítačka
- 74461: 8bitový přednastavitelný dvojkový čítač s 3stavovými výstupy
- 74462: budič pro optický kabel
- 74463: přijímač pro optický kabel
- 74465: 8bitový budič s 3stavovými výstupy
- 74468: 2× převodník úrovní MOS na TTL
- 74470: 2048bitová (256×8) paměť PROM s výstupem s otevřeným kolektorem
- 74471: 2048bitová (256×8) paměť PROM s 3stavovými výstupy
- 74472: paměť PROM s výstupem s otevřeným kolektorem
- 74473: paměť PROM s 3stavovými výstupy
- 74474: paměť PROM s výstupem s otevřeným kolektorem
- 74475: paměť PROM s 3stavovými výstupy
- 74481: 4bitový procesorový řez
- 74482: 4bitový řez řadiče následující adresy mikroprogramu
- 74484: převodník z BCD na dvojkový kód (naprogramovaná ROM SN74S371)
- 74485: převodník z dvojkového kódu na BCD (naprogramovaná ROM SN74S371)
- 74490: 2× BCD čítač
- 74491: 10bitový dvojkový obousměrný čítač s 3stavovými výstupy
- 74498: 8bitový obousměrný posuvný registr s 3stavovými výstupy

## 74500–74599
- 74508: 8bitová násobička/delička
- 74521: 8bitový komparátor
- 74531: 8bitový transparentní registr s 32 mA 3stavovými výstupy
- 74532: 8bitový registr s 32 mA 3stavovými výstupy
- 74533: 8bit transparentní registr s invertujícími 3stavovými výstupy
- 74534: 8bit registr s invertujícími 3stavovými výstupy
- 74535: 8bit transparentní registr s invertujícími 3stavovými výstupy
- 74536: 8bit registr s invertující 32 mA 3stavovými výstupy
- 74537: dekodér z BCD na "1 z 10" s 3stavovými výstupy
- 74538: "1 z 8" dekodér s 3stavovými výstupy
- 74539: 2× "1 ze 4" dekodér s 3stavovými výstupy
- 74540: invertující 8bit budič s 3stavovými výstupy
- 74541: neinvertující 8bit budič s 3stavovými výstupy
- 74560: 4bit BCD čítač s 3stavovými výstupy
- 74561: 4bit dvojkový čítač s 3stavovými výstupy
- 74563: 8bit D transparentní registr s invertujícími 3stavovými výstupy
- 74564: 8bit D hranou vybavovaný registr s invertujícími 3stavovými výstupy
- 74568: BCD obousměrný čítač s 3stavovými výstupy
- 74569: dvojkový obousměrný čítač s 3stavovými výstupy
- 74573: 8bit D transparentní registr s 3stavovými výstupy
- 74574: 8bit D hranou vybavovaný klopný obvod s 3stavovými výstupy
- 74575: 8bit klopný obvod D se synchronním nulováním, 3stavové výstupy
- 74576: 8bit klopný obvod D s invertujícími 3stavovými výstupy
- 74577: 8bit klopný obvod D se synchronním nulováním a invertujícími 3stavovými výstupy
- 74580: 8bit obousměrný budič/registr s invertujícími 3stavovými výstupy
- 74589: 8bit posuvný registr se vstupným registrem, 3stavové výstupy
- 74590: 8bit dvojkový čítač s výstupným registrem a 3stavovými výstupy
- 74592: 8bit dvojkový čítač se vstupným registrem
- 74593: 8bit dvojkový čítač se vstupným registrem a 3stavovými výstupy
- 74594: 8bit posuvný registr se sériovým vstupem s výstupným registrem
- 74595: 8bit posuvný registr se sériovým vstupem s výstupným registrem d
- 74596: 8bit posuvný registr se sériovým vstupem s výstupným registrem výstupem s otevřeným kolektorem d
- 74597: 8bit posuvný registr se sériovým výstupem a vstupným registrem
- 74598: 8bit posuvný registr se vstupným registrem
- 74600: řídící obvod pro DRAM, pro 4k anebo 16k DRAM (74LS600 je ekvivalent TI TIM99600)

## 74600–74699
- 74601: řídící obvod pro DRAM, pro 64k DRAM (74LS601 je ekvivalent TI TIM99601)
- 74602: řídící obvod pro DRAM, pro 4k anebo 16k DRAM (74LS602 je ekvivalent TI TIM99602)
- 74603: řídící obvod pro DRAM, pro 64k DRAM (74LS603 je ekvivalent TI TIM99603)
- 74604: 8bit 2-vstupový multiplexor s registrem, high-speed, s 3stavovými výstupy (74LS604 je ekvivalent TI TIM99604)
- 74605: 8bit 2-vstupový multiplexor s registrem, high-speed, s výstupem s otevřeným kolektorem (74LS605 je ekvivalent TI TIM99605)
- 74606: 8bit 2-vstupový multiplexor s registrem, glitch-free, s 3stavovými výstupy (74LS606 je ekvivalent TI TIM99606)
- 74607: 8bit 2-vstupový multiplexor s registrem, glitch-free, s výstupem s otevřeným kolektorem (74LS607 je ekvivalent TI TIM99607)
- 74608: řídící obvod pro DRAM (74LS608 je ekvivalent TI TIM99608)
- 74610: obvod mapování paměti, 3stavové výstupy (74LS610 je ekvivalent TI TIM99610)
- 74611: obvod mapování paměti, Open Collector Outputs (74LS611 je ekvivalent TI TIM99611)
- 74612: obvod mapování paměti, 3stavové výstupy (74LS612 je ekvivalent TI TIM99612)
- 74613: obvod mapování paměti, Open Collector Outputs (74LS613 je ekvivalent TI TIM99613)
- 74620: 8bit obousměrný budič sběrnice, invertující, 3stavové výstupy
- 74621: 8bit obousměrný budič sběrnice, neinvertující, Open Collector Outputs
- 74622: 8bit obousměrný budič sběrnice, invertující, Open Collector Outputs
- 74623: 8bit obousměrný budič sběrnice, neinvertující, 3stavové výstupy
- 74624: napětím řízený oscilátor (VCO) se vstupy Enable, Range, 2-fázové výstupy d
- 74625: 2× napětím řízený oscilátor (VCO) s 2-fázové výstupy d
- 74626: 2× napětím řízený oscilátor (VCO) se vstupy Enable, 2-fázové výstupy d
- 74627: 2× napětím řízený oscilátor (VCO) d
- 74628: napětím řízený oscilátor (VCO) se vstupy Enable, Range, externí teplotní kompenzace, 2-fázové výstupy d
- 74629: 2× napětím řízený oscilátor (VCO) se vstupy Enable, Range d
- 74630: 16bitový detektor/korektor chyb (EDAC) s 3stavovými výstupy
- 74631: 16bitový detektor/korektor chyb (EDAC) s výstupem s otevřeným kolektorem
- 74632: 32bitový detektor/korektor chyb (EDAC)
- 74638: 8bit obousměrný budič sběrnice s invertujícími 3stavovými výstupy
- 74639: 8bit obousměrný budič sběrnice s neinvertujícími 3stavovými výstupy
- 74640: 8bit obousměrný budič sběrnice s invertujícími 3stavovými výstupy d
- 74641: 8bit obousměrný budič sběrnice s výstupy s otevřeným kolektorem d
- 74642: 8bit obousměrný budič sběrnice s invertujícími výstupy s otevřeným kolektorem d
- 74643: 8bit obousměrný budič sběrnice s invertujícími a neinvertujícími 3stavovými výstupy
- 74644: 8bit obousměrný budič sběrnice s invertujícími a neinvertujícími výstupy s otevřeným kolektorem
- 74645: 8bit obousměrný budič sběrnice d
- 74646: 8bit obousměrný budič sběrnice/registr/multiplexor s neinvertujícími 3stavovými výstupy
- 74647: 8bit obousměrný budič sběrnice/registr/multiplexor s výstupy s otevřeným kolektorem
- 74648: 8bit obousměrný budič sběrnice/registr/multiplexor s invertujícími 3stavovými výstupy
- 74649: 8bit obousměrný budič sběrnice/registr/multiplexor s invertujícími výstupy s otevřeným kolektorem
- 74651: 8bit obousměrný budič sběrnice, registr s invertujícími 3stavovými výstupy
- 74652: 8bit obousměrný budič sběrnice, registr s neinvertujícími 3stavovými výstupy
- 74653: 8bit obousměrný budič sběrnice, registr s invertujícími 3stavovými výstupy s otevřeným kolektorem
- 74654: 8bit obousměrný budič sběrnice, registr s neinvertujícími 3stavovými výstupy s otevřeným kolektorem
- 74658: 8bit obousměrný budič sběrnice s paritou, invertující
- 74659: 8bit obousměrný budič sběrnice s paritou, neinvertující
- 74664: 8bit obousměrný budič sběrnice s paritou, invertující
- 74665: 8bit obousměrný budič sběrnice s paritou, neinvertující
- 74668: synchronní 4bit BCD obousměrný čítač d
- 74669: synchronní 4bit dvojkový obousměrný čítač d
- 74670: 4 by 4 registr File s 3stavovými výstupy
- 74671: 4bit obousměrný posuvný registr/registr/multiplexor s 3stavovými výstupy
- 74672: 4bit obousměrný posuvný registr/registr/multiplexor s 3stavovými výstupy
- 74673: 16bit SIse posuvný registr s výstupným registrem, 3stavové výstupy
- 74674: 16bit PIse posuvný registr s 3stavovými výstupy
- 74677: 16bit adresový komparátor s výběrem
- 74678: 16bit adresový komparátor s registrem
- 74679: 12bit adresový komparátor s registrem
- 74680: 12bit adresový komparátor s výběrem
- 74681: 4bit akumulátor
- 74682: 8bit číslicový komparátor d
- 74683: 8bit číslicový komparátor s výstupem s otevřeným kolektorem
- 74684: 8bit číslicový komparátor d
- 74685: 8bit číslicový komparátor s výstupem s otevřeným kolektorem d
- 74686: 8bit číslicový komparátor s výběrem d
- 74687: 8bit číslicový komparátor s výběrem d
- 74688: 8bit číslicový komparátor d
- 74689: 8bit číslicový komparátor s výstupem s otevřeným kolektorem
- 74690: 4bit BCD čítač/registr/multiplexor s asynchronním nulováním, 3stavové výstupy
- 74691: 4bit dvojkový čítač/registr/multiplexor s asynchronním nulováním, 3stavové výstupy
- 74692: 4bit BCD čítač/registr/multiplexor se synchronním nulováním, 3stavové výstupy
- 74693: 4bit dvojkový čítač/registr/multiplexor se synchronním nulováním, 3stavové výstupy
- 74694: 4bit BCD čítač/registr/multiplexor se synchronním a asynchronním nulováním, 3stavové výstupy
- 74695: 4bit dvojkový čítač/registr/multiplexor se synchronním a asynchronním nulováním, 3stavové výstupy
- 74696: 4bit BCD čítač/registr/multiplexor s asynchronním nulováním, 3stavové výstupy
- 74697: 4bit dvojkový čítač/registr/multiplexor s asynchronním nulováním, 3stavové výstupy
- 74698: 4bit BCD čítač/registr/multiplexor se synchronním nulováním, 3stavové výstupy
- 74699: 4bit dvojkový čítač/registr/multiplexor se synchronním nulováním, 3stavové výstupy

## 74700–74799
- 74716: programovatelný BCD čítač (74LS716 je ekvivalent Motorola MC4016)
- 74718: programovatelný dvojkový čítač (74LS718 je ekvivalent Motorola MC4018)
- 74724: napětím řízený oscilátor (VCO)
- 74740: 8bit registr/budič linky, invertující, 3stavové výstupy
- 74741: 8bit registr/budič linky, neinvertující, 3stavové výstupy, zmiešaná polarita výberu
- 74744: 8bit registr/budič linky, neinvertující, 3stavové výstupy
- 74748: prioritní kodér z "1 z 8" do (4-2-1) dvojkového kódu
- 74783: synchronní adresový multiplexor (74LS783 je ekvivalent Motorola MC6883)
- 74790: detektor/korektor chyb (EDAC)
- 74795: 8bit budič s 3stavovými výstupy (74LS795 je ekvivalent 81LS95)
- 74796: 8bit budič s 3stavovými výstupy (74LS796 je ekvivalent 81LS96)
- 74797: 8bit budič s 3stavovými výstupy (74LS797 je ekvivalent 81LS97)
- 74798: 8bit budič s 3stavovými výstupy (74LS798 je ekvivalent 81LS98)

## 74800–74899
- 74804: 6× 2vstupové výkonové hradlo NAND
- 74805: 6× 2vstupové výkonové hradlo NOR
- 74808: 6× 2vstupové výkonové hradlo AND
- 74832: 6× 2vstupové výkonové OR
- 74848: prioritní kodér z "1 z 8" do (4-2-1) dvojkového kódu s 3stavovými výstupy
- 74873: 8bit transparentní registr
- 74874: 8bit klopný obvod D
- 74876: 8bit klopný obvod D s invertujícími výstupy
- 74878: 2× 4bit klopný obvod D s synchronním nulováním, neinvertující 3stavovými výstupy
- 74879: 2× 4bit klopný obvod D s synchronním nulováním, invertující 3stavovými výstupy
- 74880: 8bit transparentní registr s invertujícími výstupy
- 74881: 4bit aritmeticko-logická jednotka (ALU)
- 74882: 32bit obvod pro předvídání přenosu
- 74888: 8bit procesorový řez
- 74890: 14bit řadič mikroprogramu
- 74897: 16bit válcový posouvač

## 741000–749999
- 742960: detektor/korektor chyb (EDAC) (74F2960 je ekvivalent AMD Am2960)
- 742961: oddělovač sběrnice, detektor/korektor chyb (EDAC), invertující
- 742962: oddělovač sběrnice, detektor/korektor chyb (EDAC), neinvertující
- 742968: řídící obvod pro DRAM
- 742969: řídící obvod pro DRAM (pro použití s EDAC)
- 742970: řídící obvod pro DRAM (pro použití bez EDAC)
- 744051: multiplexor 8:1, analogový přenos, funguje i jako demultiplexor
- 744052: 2× multiplexor 4:1 se společnou adresou, analogový přenos, funguje i jako demultiplexor
- 744053: 3× multiplexor 2:1 s nezávislou adresací, analogový přenos, funguje i jako demultiplexor
- 744067: multiplexor 16:1, analogový přenos, funguje i jako demultiplexor
- 744075: 3× 3vstupové hradlo OR
- 747266: 4× 2vstupové hradlo XNOR